# Monte Tumbledown
El monte Tumbledown (también denominado en español como Cerro Destartalado), es una elevación de 258 m s. n. m. situada en el este de la isla Soledad en las Islas Malvinas, cerca de la rada de Puerto Argentino/Stanley.

## Guerra de las Malvinas
Ubicada al oeste y muy próxima de la capital isleña, es conocida por el ser el lugar donde ocurrió la batalla del monte Tumbledown, un enfrentamiento militar que tuvo lugar durante la guerra de las Malvinas, durante el avance británico hacia Puerto Argentino/Stanley los días 13 y 14 de junio de 1982.

## Campos minados
Durante la guerra, las tropas argentinas minaron el monte como estrategia defensiva con casi 20.000 minas antipersonales y 5.000 minas antitanques. Terminado el conflicto, las tropas británicas intentaron extraerlas pero sufrieron accidentes y desistieron; señalaron los campos minados con carteles de peligro y vallaron la zona.
En 1999 Argentina, secretamente, se ofreció a retirar las minas y Gran Bretaña rechazó la oferta. Interpretó que se trataba de una estrategia jurídica, ya que la Convención sobre la prohibición de minas antipersonales obliga a extraerlas: al país al que pertenece el territorio minado.
Finalmente, Reino Unido contrató a un equipo de Zimbabue e inició el desminado en 2009. En noviembre de 2020 y tras once años de trabajo, el gobierno británico anunció que ya no existían zonas minadas y retiró las vallas.

## Galería

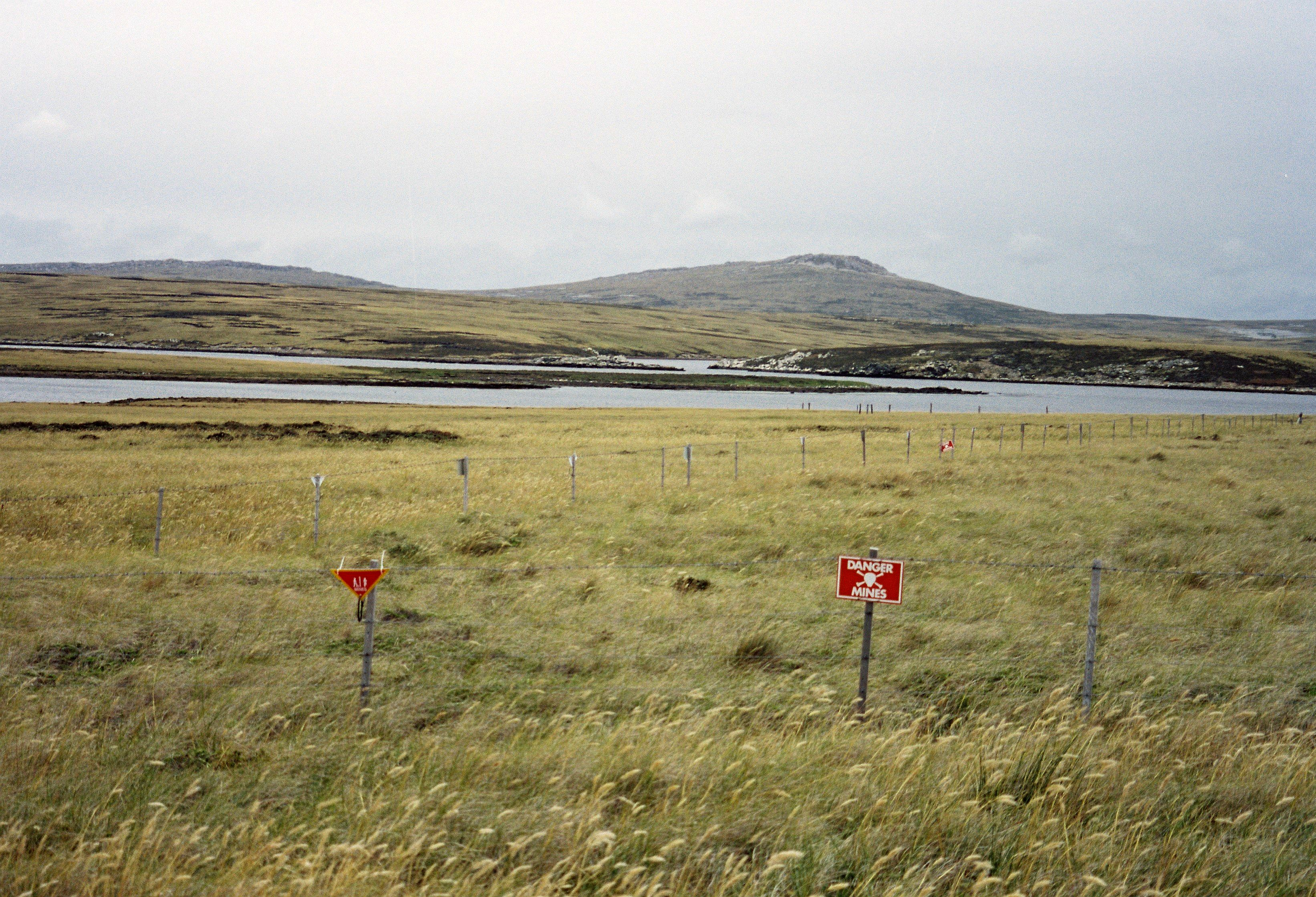
Los campos minados fueron vallados
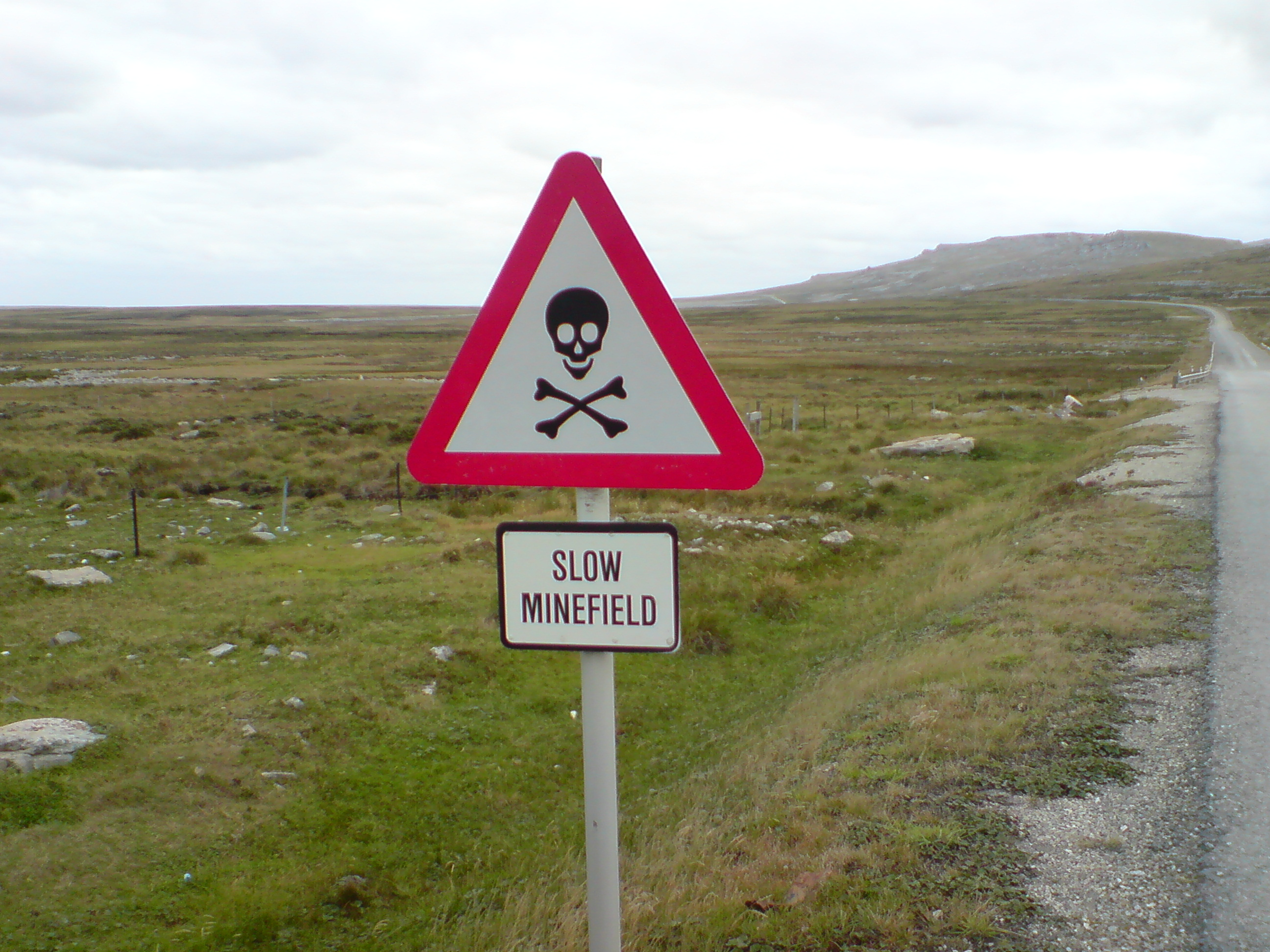
Cartel advirtiendo el peligro de minas